# Ahlam Shibli
Ahlam Shibli (àrab: أحلام شبلي, Aḥlām Xiblī) (Palestina, 1970) és una artista contemporània palestina.

## Obra
Els treballs fotogràfics d'Ahlam Shibli constitueixen un testimoni complex de la presència i l'absència de la llar. A través d'un estil documental, Shibli desenvolupa una obra que esquiva l'objectivitat associada amb el fotoperiodisme. Més que evidència visual, la seva pràctica fotogràfica consisteix en un procés conversacional amb els subjectes. Cada sèrie representa el coneixement obtingut mitjançant el contacte empíric amb el colonialisme i les situacions de conflicte, però eludint sempre el desenllaç i el dramatisme de les representacions mediàtiques.
Les nombroses representacions dels màrtirs són el motiu visual que permet Shibli investigar com la comunitat palestina estructura l'esfera pública i domèstica al voltant d'aquestes figures absents i les seves morts. Reduïts sovint a representacions icòniques de cossos i rostres plans sacrificats en nom de la política d'identitat nacional, la proliferació obsessiva de monuments commemoratius és una prova de la naturalesa fantasmagòrica de la llar.

### Obres destacades
En sèries com Goter (2002–2003), Arab al-Sbaih (2007) o The Valley (2007–2008), Shibli desplega una mirada de caràcter topogràfic. Les seves vistes de paisatges, poblacions, assentaments precaris, interiors i exteriors, com també cementiris, aporten un cúmul de signes que mostren els efectes de la dominació israeliana sobre Palestina. El millor exemple d'aquesta complexa narrativa és Trackers (2005), una sèrie de fotografies sobre els joves palestins que decideixen allistar-se a l'exèrcit israelià. En paraules de l'artista:
| «              | el projecte investiga el preu que una minoria està obligada a pagar a una majoria de colonitzadors, per ser acceptada, per canviar d'identitat, per sobreviure o, tal vegada, per tot això i més | » |
| — Ahlam Shibli | |   |

Treballs més recents com Trauma (2008–2009) confronten la naturalesa ambigua del colonialisme i l'ocupació i la preocupació persistent pel significat de la paraula "llar". A partir de la matança atroç que va tenir lloc a la localitat francesa de Tulle el 9 de juliol de 1944, Shibli reflexiona sobre la paradoxa d'una població que després d'haver resistit a l'ocupació alemanya, anys més tard va protagonitzar una guerra colonial amb Indoxina i Algèria. Sèries com aquesta, o la dedicada a la vida quotidiana en orfenats de Polònia, Dom Dziecka. The house starves when you are away (2008), o Eastern LGBT (2006), en la qual Shibli documenta les vides de comunitats transsexuals, transporten el seu modus operandi habitual més enllà de la problemàtica palestina.
En la sèrie Death (2011–2012), una obra fonamental d'aquesta exposició, Shibli aprofundeix en la manera com els absents tornen a estar presents –"re-presentats"–: combatents palestins caiguts en el transcurs de la resistència armada a l'ocupació israeliana; víctimes de l'exèrcit israelià mortes en diverses circumstàncies (Shahid); homes i dones que s'immolen per matar israelians (Istishhadi); o presos que, en termes molt globals, poden ser considerats màrtirs fallits.

## Exposicions destacades
- 1999- Wadi Salib in Nine Volumes, French Cultural Center, Ramallah; Heinrich Böll Foundation, Tel-Aviv [cat.]
- 2000 - Unrecognised, al Matal Cultural Center, Ramallah; Heinrich Böll Foundation, Tel-Aviv [cat.]
- 2002 - Positioning, Hagar Art Galley, Jaffa [cat.]
- 2002 - Unrecognised, el Kahif Gallery, Betleem
- 2002 - Five Senses, The Acco Festival of Alternative Israeli Theatre, Acre
- 2003 - Lost Time: Unrecognised, Self-Portrait, and Goter, Ikon Gallery, Birmingham [cat.][2]
- 2003 - Goter, Museu d'Art de Tel-Aviv, Tel-Aviv [cat.]
- 2006 - Trackers, Max Wigram Gallery, London; Herzliya Museum of Contemporary Art, Herzliya; Kunsthalle Basel, Basel
- 2007 - Goter, and Trackers, Dundee Contemporary Arts, Dundee[3]
- 2013 - La casa fantasmal MACBA: primera exposició retrospectiva de l'artista, coproduïda amb el Jeu de Paume de París i el Museu de Serralves a Porto. L'exposició, que va reunir les obres més significatives de Shibli de l'última dècada, es completà amb Death (2011–2012), una nova obra fotogràfica produïda especialment per a aquesta ocasió.[1]

## Premis i reconeixements
- 2003- 9th Nathan Gottesdiener Israeli Art Prize.[4]